# Charl van den Berg
 (juin 2025).
Motif : Une seule source à peu près recevable, quoique bien courte : la nécrologie dans The Independent. La source du Standard ne fait que donner le résultat du concours.
- Archive Wikiwix
- Bing
- Cairn
- DuckDuckGo
- E. Universalis
- Gallica
- Google
- G. Books
- G. News
- G. Scholar
- Persée
- Qwant
- (zh) Baidu
- (ru) Yandex
- (wd) trouver des œuvres sur Wikidata

| 1. | Préciser le motif de la pose du bandeau. | Précisez le motif de la pose du bandeau en utilisant la syntaxe suivante : {{admissibilité à vérifier\|date=juillet 2025\|motif=remplacez ce texte par le motif}}                       |
| 2. | Informer les utilisateurs concernés.     | Pensez à avertir le créateur de l'article, par exemple, en insérant le code ci-dessous sur sa page de discussion : {{subst:avertissement admissibilité à vérifier\|Charl van den Berg}} |

 (juin 2025).
Si vous disposez d'ouvrages ou d'articles de référence ou si vous connaissez des sites web de qualité traitant du thème abordé ici, merci de compléter l'article en donnant les références utiles à sa vérifiabilité et en les liant à la section « Notes et références ».
En pratique : Quelles sources sont attendues ? Comment ajouter mes sources ?
Charl van den Berg, né le 9 decembre 1981 et mort le 6 août 2015, est un mannequin et activiste sud-africain. Il est Mr Gay Afrique du Sud 2009 et Mr Gay Monde 2010,.

## Biographie
Van den Berg est le porte-parole officiel de la diversité et des droits de l’homme pour les groupes minoritaires du monde entier. Il se rend à Vancouver en février 2010 pour participer à la clôture des Jeux d'hiver et de la Fierté hivernale au Canada. 
Ses autres voyages comprennent des déplacements en Namibie où il assiste au lancement de leur réseau LGBTI dans le cadre de son initiative visant à établir des liens avec les pays africains où l'homosexualité n'est pas reconnue devenant l'un des ambassadeurs officiels du réseau; à Berlin où il participe à la Christopher Street Parade ainsi qu'aux soirées de gala où il fait connaître l'organisation mondiale Mr Gay et aux Philippines en décembre 2010 où il prononce un discours sur le VIH/sida et s'adresse aux médias internationaux.
Van den Berg figure sur la couverture du magazine Outlooks (basé au Canada et aux États-Unis), dans Die Raport, Pretoria News, Die Beeld, The Citizen, Cape Argus, Die Volksblad, Kulumag (le magazine en ligne de Kulula.com), dans divers autres magazines en Europe et aussi dans le numéro de janvier du magazine DNA . Il a un reportage de 15 minutes dans l'émission télévisée Kwela Lifestyle de DSTV.
Il est l'ambassadeur officiel du projet It Gets Better, une initiative lancée aux États-Unis avec pour but d'aider et assister les adolescents dans le processus de coming out et qui est maintenant  adoptée par Radio Today Outspoken en Afrique du Sud.
Van den Berg meurt  d'un lymphome le 6 août 2015 à l'âge de 33 ans.

## Distinctions
En 2009, Van den Berg remporte la nomination pour le prix Mr. Gay South Africa. Cela lui permet de combiner, pendant et après sa candidature au titre, son travail caritatif   avec Health4Men (une initiative financée par les États-Unis axée sur l'éducation sur le VIH/SIDA) et la Ligue anti-cruauté envers les animaux.
En février 2010, Van den Berg bat 22 concurrents internationaux et devient ainsi le premier Africain et le premier Sud-Africain à remporter un titre de Mr. Monde de l'histoire. Désormais détenteur officiel du titre de Mr. Gay World 2010, Charl van den Berg  devient un porte-parole international de la communauté LGBT.